# Кумари, Рина
Рина Кумари (англ. Reena Kumari; род. 15 января 1984 года) — индийская спортсменка (стрельба из лука).
На летних Олимпийских играх 2004 года Рина Кумари закончила квалификацию на 43 месте, набрав 620 очков. В первом раунде плей-офф она победила грузинскую спортсменку Кристину Эсебуа, которая квалифицировалась на 22-м месте, со счётом 153:149. Во втором раунде она победила бутанскую спортсменку Церин Чоден (134:134, тай-брейк 7:4), но в следующем раунде она уступила Юань Шу Чи из Китайского Тайбэя со счётом 148:166. В итоге Рина Кумари заняла 15-е место среди 64-х участниц.
Рина Кумари также принимала участие в командном первенстве, где сборная Индии заняла восьмое место.